# Dufourea brevicornis
Dufourea brevicornis är en biart som beskrevs av Timberlake 1939. Dufourea brevicornis ingår i släktet solbin, och familjen vägbin. Inga underarter finns listade i Catalogue of Life.